# ボビー・ヘンダーソン
ボビー・ヘンダーソン（英語: Bobby Henderson, 1980年 - ）は、アメリカ合衆国の積極行動主義の活動家。空飛ぶスパゲッティ・モンスター教の創始者。

## 経歴
1980年、オレゴン州で生まれる。オレゴン州立大学で物理学を学んだ。ラスベガスのギャンブル界から何度か勧誘を受けたという。
2005年、キリスト教原理主義者の影響を受けて、進化論と共にインテリジェント・デザイン論を学校で教えるというカンザス州教育委員会の決定に反応し、空飛ぶスパゲッティ・モンスター教を設立した。ヘンダーソンはこの「空飛ぶスパゲッティ・モンスター教」をインテリジェント・デザイン論および「圧倒的かつ観察可能な証拠に基づく論理的推測」と共に学校で教えることを要求した。抗議書簡が理事会に無視された後に、ヘンダーソンはそれをインターネット上で公開すると瞬く間に反響を呼び、空飛ぶスパゲッティ・モンスター教の信者はすぐに広がった。翌2006年には、空飛ぶスパゲッティ・モンスター教の教義を詳述した『空飛ぶスパゲッティ・モンスターの福音書』を執筆した。
2019年、ヘンダーソンは宗教は公立学校から、そして金銭は宗教からいずれも遠ざけるべきであるという自らの信念を繰り返し主張した。同時に自身は空飛ぶスパゲッティ・モンスター教の創設者であるが、宗教の創造者ではなく預言者であり、その創造者は空飛ぶスパゲッティ・モンスターそのものであることを強調した。